# ناروتو شيبودن (الموسم 7)
الموسم السابع من مسلسل ناروتو شيبودن والذي يضم 7 حلقات من الأنمي، أخرجه هاياتو داتيه وأنتجه ستوديو بييرو و‌تلفزيون طوكيو. أحداث الموسم غير مبنية على الجزء الثاني من مانغا ناروتو بواسطة ماساشي كيشيموتو، بل حصرية للأنمي. بدأ بث الموسم في 21 يناير 2010 على تلفزيون طوكيو في اليابان وانتهى البث في 11 مارس 2010. تدور أحداث الموسم حول مقابلة ناروتو لحاوي (جينشوريكي) وحش الذيول الستة. سُمِّيت إصدارات الدي في دي بعنوان البزاق الشيطاني ذو الذيول الستة 六尾発動 (روكُوبِي هاتسُودوٌ). صدرت مجلدات الديفيدي الاثنين في اليابان بواسطة أنيبلكس ما بين 4 أغسطس 2010 و1 سبتمبر 2010. في 2 يناير 2009، بدأ موقع كرانشي رول بتوفير حلقات المسلسل مترجمة إلى عدة لغات منها العربية.
يحتوي الموسم على شارتين موسيقيتين؛ شارة البداية هي «إشارة» (Sign) من أداء فلو وشارة النهاية هي «لأجلك» (For You) من أداء أزو.

## قائمة الحلقات
| رقم الحلقة | عنوان الحلقة                                           | فصول المانغا                                   | تاريخ العرض الأصلي                             |
| تحرر ذي الذيول الستة (六尾発動 روكوبي هاتسودو) | تحرر ذي الذيول الستة (六尾発動 روكوبي هاتسودو)         | تحرر ذي الذيول الستة (六尾発動 روكوبي هاتسودو) | تحرر ذي الذيول الستة (六尾発動 روكوبي هاتسودو) |
| --- | ------------------------------------------------------ | ---------------------------------------------- | ---------------------------------------------- |
| 144 | «المتشرد» "فورايبو" (風来坊)                           | حصرية                                          | 21 يناير 2010                                  |
| يعود فريق كاكاشي وياماتو من مهمة إمساك ايتاشي وفي الطريق تظهر الحلزون كاتسيو الخاصة بالسيدة تسونادي وتخبرهم بأن عليهم مهمة في قمة جبل عند عشيرة تمتلك أسلوبا محرما كانت كونوها قد تعهدت بحمايته هو والعشيرة لأن هذا الأسلوب خطير ويمكن مستخدمه من تحطيم قرية بأكملها فيذهب ناروتو وساكورا بقيادة ياماتو لحماية هذا الأسلوب ويجدان أنه تم الهجوم على هذه العشيرة من قبل أربعة أشخاص رغم الفخاخ المنصوبة لكن يكون هناك مسن قد أخر العدو وترك الأسلوب المحرم مع حفيدة مستخدم الأسلوب الأول ومعها مرافق لحمايتها فتقوم ساكورا بمعالجة المسن بينما يذهب ناروتو وياماتو للحاق بالفتاة وحمايتها هي والأسلوب المحرم وعندما يصلون اليها يقرر مرافقها تركها لأنه يرى أنها مع أقوياء. |                                                        |                                                |                                                |
| 145 | «وريث التقنية المحرمة» "كينجتسو كيشوشا" (禁術の継承者) | حصرية                                          | 28 يناير 2010                                  |
| يلتقي الأشخاص الأربعة الذين هاجموا القرية بزعيمهم ويتناقشون حول الأسلوب المحرم، في هذه الأثناء يحاول ناروتو اقناع هوتارو وريثة الأسلوب المحرم بالسماح له هو وياماتو وساي بمرافقتها فترفض ثم يقع حلزون بالصدفة فتخاف هوتارو فيبعده ناروتو عنها ويقنعها بأنه سيرافقها إلى نهاية الغابة التي يسيرون فيها فتوافق بسبب خوفها من البزاقات التي تسقط من أعالي الأشجار ويكون سقوط البزاقات من على الأشجار مخطط له من قبل ساي لكي يقنعها بالسماح لهم بمرافقتها لحمايتها فيستمر ساي طوال الطريق برسم البزاقات وإلقائها من على الأشجار ولا يخلوا المشهد من الفكاهة حيث يشير ناروتو لساي أن يخفف من رمي البزاقات ولا يبالغ في الأمر لكن ساي يظن أن ناروتو يريد بزاقات بحجم أكبر فيرمي على ناروتو بزاقات عملاقة فينهك ناروتو في إبعادها ويشتاط غضبا على ساي .بعد ترك مرافق هوتارو لها والذي يدعى أوتاكاتا يمر بالصدفة بجوار النينجا الذين هاجموا القرية ويقاتلهم ولكنه يقع في مهارة الحاجز الخاصة بهم ثم لا يلبث الحاجز أن ينفجر . بعدها يوصل فريق كونوها هوتارو إلى قريتها التي كانت تقصدها للهروب من عصابة النينجا التي هاجمتها ويتركها ناروتو و‌ياماتو وساي في أمانة أهل القرية ويعودون أدراجهم ليلتقوا بساكرا التي تركوها على الجبل لتعالج المسن الذي كان يحمي هوتارو ولكن في الطريق يشعر ناروتو بالقلق على هوتارو بسبب نظرات القرويين المريبة فيعود أدراجه مسرعا إلى القرية حيث ترك هوتارو متجاهلا نداءات ياماتو له بالعودة . |                                                        |                                                |                                                |
| 146 | «رغبة الوريث» "كيشوشا نو أوموي" (継承者の想い)         | حصرية                                          | 4 فبراير 2010                                  |
| يدل قائد القرية التي ذهبت إليها هوتارو بإرشادها إلى الغرفة التي ستقضي فيها ليلتها لكن ما أن تدخل الغرفة حتى تفاجأ بالغرباء الذين يسعون لاختطاف الأسلوب المحرم فيأخذون لفافة من هوتارو ظانين أن الأسلوب المحرم مكتوب فيها لكنهم يفاجؤون بكونها فخا لهم مما يتيح الفرصة لهوتارو بالهروب إلى الغابة لكنهم يلحقون بها ويحاولون إجبارها بالقوة على إخبارهم بمكان الأسلوب المحرم لكن يظهر حارسها أوتاكاتا فجأة ويقوم بحمايتها وأخذها داخل فقاعة ويطير بها وفي هذه الأثناء يكشف زعيم الغرباء لعصابته عن أن اوتاكاتا مطلوب مقابل خمسين مليون ريو.بعدها يهبط أوتاكاتا في منطقة معزولة بقرب بركة ماء فتقوم هوتارو بكشف جزء من جسدها من ناحية ظهرها لأوتاكاتا الذي يصاب بالدهشة جراء ما رأى.بعدها يهاجم مجموعة من أنبو قرية الضباب أوتاكاتا ويقومون بتقييده مستغلين عدم قدرته على تكوين الفقاعات التي يطير بها ويأخذون هوتارو كرهينة ويخبرونها بأن أوتاكاتا كان قد قتل مدربه السابق ثم ما يلبث أن يصل ناروتو وساي وياماتو بعدها بلحظات. |                                                        |                                                |                                                |
| 147 | «ماضي النينجا المارق» "نوكينين نو كاكو" (抜け忍の過去) | حصرية                                          | 11 فبراير 2010                                 |
| بعد وصول ياماتو وناروتو وساي إلى الأنبو يعلمون بحقيقة أوتاكاتا لكنه يخبرهم بأن هاروسام مدربه كان يحاول استخراج البيجو من داخله لكن يخرج الوحش ويقتله ثم يقررون أخذ أوتاكاتا وهوتارو للقرية حتى يكملوا المهمة. |                                                        |                                                |                                                |
| 148 | «وريث الظلام» "يامي نو كوكيشا" (闇の後継者)            | حصرية                                          | 18 فبراير 2010                                 |
| يكتشفون أن الأسلوب المحرم موجود بجسد هوتارو ويقررون البحث عن شيرانيما لإزالته منها وضمان سلامتها ثم يذهب ناروتو للبحث عنه أما أوتاكاتا فيذهب إلى الأنبو من قريته للتحدث معهم فيجد أنهم يقاتلون كلبا ضخما بأعين الرينيغان . |                                                        |                                                |                                                |
| 149 | «الانفصال» "بيتسوري" (別離)                            | حصرية                                          | 25 فبراير 2010                                 |
| يتمكن أوتاكاتا من الإفلات من الكلب ويذهب باحثا عن هوتارو، وهنا يصل ناروتو إلى شيرانيما ويجد أنه فخ ويهاجمه النينجا الأخرين ويظهر أوتاكاتا ويقضي عليهم بقوة الوحش المختوم بداخله لكن يذهب شيرانيما للإمساك بهوتارو وينجح بذلك ويعود بها إلى القرية ويسيطر عليها وعلى نينجا القرية ويلحق به ناروتو وأوتاكاتا ويهاجمهم بنينجا القرية ويصل ياماتو وساكورا وساي لدعمهم. |                                                        |                                                |                                                |
| 150 | «إطلاق التقنية المحرمة» "كينجتسو هاتسودو" (禁術発動)   | حصرية                                          | 4 مارس 2010                                    |
| يقوم شيرانيما بمهارة خاصة لهوتارو ويبدأ بإستجماع الشاكرا للإطلاق التقنية المحرمة لكن يصل ناروتو وأوتاكاتا لإيقافه ويعلقان في نفس المهارة ويحررون أنفسهم ويقضي بقية الفريق على نينجا القرية لكنهم تأخروا جدا فقد تمكن شيرانيما من إطلاق التقنية المحرمة. |                                                        |                                                |                                                |
| 151 | «المعلم والتلميذ» "شيتي" (師弟)                        | حصرية                                          | 11 مارس 2010                                   |
| بعد أن أطلق شيرانيما التقنية المحرمة تبدأ الشاكرا بالخروج عن السيطرة وتكون إنفجار هائل ويقفز أوتاكاتا نحوه ويستعمل قوى وحش البيجو خاصته ويكبح الإنفجار ويحاول شيرانيما الهرب لكن يوقفه ناروتو ويقضي عليه وتتحرر هوتارو من التقنية المحرمة وتنطلق مع أوتاكاتا في رحلة لتدريبها بينما يعود الفريق السابع لكونوها، ثم يتلقى باين لهما ويهزمه بسهولة ويهرب هوتارو بسرعة ويظل يرسل إليها الفقاعات حتى يموت. |                                                        |                                                |                                                |

## الإصدارات المنزلية

### اليابان
| المجلد | تاريخ         | أقراص | حلقات   | المرجع |
| ------ | ------------- | ----- | ------- | ------ |
| 1      | 4 أغسطس 2010  | 1     | 144–147 | [ 5 ]  |
| 2      | 1 سبتمبر 2010 | 1     | 148–151 | [ 5 ]  |